# NGC 2735
NGC 2735 é uma galáxia espiral barrada (SBb/P) localizada na direcção da constelação de Cancer. Possui uma declinação de +25° 56' 05" e uma ascensão recta de 9 horas, 02 minutos e 38,5 segundos.
A galáxia NGC 2735 foi descoberta em 26 de Fevereiro de 1878 por Édouard Jean-Marie Stephan.